# Psicopatologia
La psicopatologia è la branca della psichiatria e della psicologia clinica che si occupa genericamente dello studio dei disturbi mentali e delle patologie connesse, usando criteri diagnostici e classificativi a sostegno della salute mentale.

## Descrizione
Più specificatamente la psicopatologia è definibile come:
1. branca della psicologia che studia i disturbi delle funzioni psichiche, indipendentemente dalla patologia in cui ricorrono:
  - coscienza
  - attenzione
  - percezione
  - memoria
  - pensiero
  - affettività
  - volontà
  - istinti
2. teoria delle funzioni psichicamente disturbate della coscienza (Scharfetter 2004)[1]; esse possono essere attribuite alle diverse funzioni della mente:
  - coscienza
  - attenzione
  - memoria
  - sensopercezione
  - pensiero
  - affettività
3. studio sistematico delle esperienze, delle cognizioni e dei comportamenti abnormi, i quali sono i prodotti di una mente alterata (Sims, 1995)[2]

### Concetti chiave
I disturbi psicopatologici o disturbi mentali possono essere suddivisi in due principali categorie:
- disturbi da cause organiche: in questa tipologia di disturbi è riconoscibile un'alterazione anatomica quale esito di cerebropatia, trauma cranico, problematiche vascolari (aterosclerosi cerebrale), tossiche (etilismo cronico), infettive (encefalite e suoi postumi). Queste alterazioni organiche determinano disabilità differenti secondo la causa, la zona colpita e la gravità dell'evento; sono in genere associate a disturbi della percezione, del pensiero, dell'area affettivo-emozionale e del comportamento;
- disturbi da cause non organiche: sono affezioni in cui non viene identificata una causa riferibile ad alterazioni fisioanatomiche"[3], ma riconducibili a cause psicologiche o ambientali.

### Classificazione

#### Psicopatologie interpretative
Lo studio avviene mediante assunti interpretativi basati su costrutti teorici.
Esempio: cognitiva, comportamentale, dinamica, ecc.

#### Psicopatologia descrittiva
Lo studio avviene mediante la descrizione precisa e nella categorizzazione delle esperienze abnormi così come esse sono riferite dal paziente e osservate dal suo comportamento.
Esempio: osservazione o fenomenologia (empatia).

### Tipologie di disturbi psicopatologici
- Nevrosi
- Psicosi
- Disturbi dell'umore
- Disturbi di personalità